# 레이난

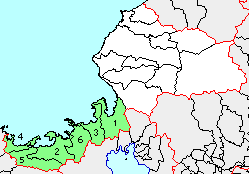
레이난의 지자체 (1: 쓰루가시, 2: 오바마시, 3: 미하마정, 4: 다카하마정, 5: 오이정, 6: 와카사정

레이난(嶺南)은 일본 후쿠이현의 야마나카 고개 · 기노메 고개 · 도치노기 고개 이남의 지역명이다. 영제국의 와카사국 전역과 에치젠국 쓰루가군 (현 쓰루가시)에 해당한다. 와카사 지방이라고 불리기도 하지만, 와카사국과는 범위가 다르다.